# Lista di asteroidi (31001-32000)
Di seguito una lista di asteroidi dal numero 31001 al 32000 con data di scoperta e scopritore.

## 31001-31100
| Nome                   | Designazione provvisoria | Data di scoperta  | Scopritore                           |
| ---------------------- | ------------------------ | ----------------- | ------------------------------------ |
| 31001 -                | 1995 VG14                | 15 novembre 1995  | Spacewatch                           |
| 31002 -                | 1995 VR15                | 15 novembre 1995  | Spacewatch                           |
| 31003 -                | 1995 WQ2                 | 16 novembre 1995  | S. Ueda, H. Kaneda                   |
| 31004 -                | 1995 WW28                | 19 novembre 1995  | Spacewatch                           |
| 31005 -                | 1995 WC31                | 19 novembre 1995  | Spacewatch                           |
| 31006 -                | 1995 XC                  | 3 dicembre 1995   | D. di Cicco                          |
| 31007 -                | 1996 AE14                | 15 gennaio 1996   | Spacewatch                           |
| 31008 -                | 1996 BN2                 | 26 gennaio 1996   | T. Kobayashi                         |
| 31009 -                | 1996 CP                  | 1 febbraio 1996   | Beijing Schmidt CCD Asteroid Program |
| 31010 -                | 1996 CJ1                 | 11 febbraio 1996  | T. Kobayashi                         |
| 31011 -                | 1996 CG7                 | 2 febbraio 1996   | Beijing Schmidt CCD Asteroid Program |
| 31012 Jiangshiyang     | 1996 CG8                 | 10 febbraio 1996  | Beijing Schmidt CCD Asteroid Program |
| 31013 -                | 1996 DR                  | 19 febbraio 1996  | T. Kobayashi                         |
| 31014 -                | 1996 DW                  | 21 febbraio 1996  | T. Kobayashi                         |
| 31015 Boccardi         | 1996 DS1                 | 16 febbraio 1996  | Osservatorio San Vittore             |
| 31016 -                | 1996 DY1                 | 23 febbraio 1996  | T. Kobayashi                         |
| 31017 -                | 1996 EH2                 | 15 marzo 1996     | R. H. McNaught                       |
| 31018 -                | 1996 ET2                 | 15 marzo 1996     | NEAT                                 |
| 31019 -                | 1996 EH10                | 12 marzo 1996     | Spacewatch                           |
| 31020 Skarupa          | 1996 FP1                 | 17 marzo 1996     | NEAT                                 |
| 31021 -                | 1996 FW1                 | 17 marzo 1996     | NEAT                                 |
| 31022 -                | 1996 FJ9                 | 20 marzo 1996     | Spacewatch                           |
| 31023 -                | 1996 FT10                | 20 marzo 1996     | Spacewatch                           |
| 31024 -                | 1996 FT11                | 22 marzo 1996     | Spacewatch                           |
| 31025 -                | 1996 GR                  | 12 aprile 1996    | T. Kobayashi                         |
| 31026 -                | 1996 GB7                 | 12 aprile 1996    | Spacewatch                           |
| (31027) 1996 HQ        | 1996 HQ                  | 18 aprile 1996    | L. Šarounová                         |
| 31028 Cerulli          | 1996 HH1                 | 18 aprile 1996    | Osservatorio San Vittore             |
| 31029 -                | 1996 HC16                | 18 aprile 1996    | E. W. Elst                           |
| 31030 -                | 1996 HN19                | 18 aprile 1996    | E. W. Elst                           |
| 31031 Altiplano        | 1996 HV20                | 18 aprile 1996    | E. W. Elst                           |
| 31032 Scheidemann      | 1996 HS22                | 20 aprile 1996    | E. W. Elst                           |
| 31033 -                | 1996 HY23                | 20 aprile 1996    | E. W. Elst                           |
| 31034 -                | 1996 HC24                | 20 aprile 1996    | E. W. Elst                           |
| 31035 -                | 1996 HJ24                | 20 aprile 1996    | E. W. Elst                           |
| 31036 -                | 1996 HM25                | 20 aprile 1996    | E. W. Elst                           |
| 31037 Mydon            | 1996 HZ25                | 20 aprile 1996    | E. W. Elst                           |
| 31038 -                | 1996 HG26                | 20 aprile 1996    | E. W. Elst                           |
| 31039 -                | 1996 JN                  | 12 maggio 1996    | Y. Ikari                             |
| 31040 -                | 1996 JW8                 | 12 maggio 1996    | Spacewatch                           |
| 31041 -                | 1996 KD                  | 16 maggio 1996    | Višnjan Observatory                  |
| 31042 -                | 1996 KS4                 | 22 maggio 1996    | E. W. Elst                           |
| 31043 Sturm            | 1996 LT                  | 11 giugno 1996    | P. G. Comba                          |
| 31044 -                | 1996 NY                  | 11 luglio 1996    | R. H. McNaught                       |
| 31045 -                | 1996 NP4                 | 14 luglio 1996    | E. W. Elst                           |
| 31046 -                | 1996 NU4                 | 14 luglio 1996    | E. W. Elst                           |
| 31047 -                | 1996 PW8                 | 8 agosto 1996     | E. W. Elst                           |
| 31048 -                | 1996 PO9                 | 11 agosto 1996    | T. Handley                           |
| 31049 -                | 1996 QZ                  | 20 agosto 1996    | Kleť                                 |
| 31050 -                | 1996 RA2                 | 12 settembre 1996 | NEAT                                 |
| 31051 -                | 1996 RT3                 | 13 settembre 1996 | NEAT                                 |
| 31052 -                | 1996 RC5                 | 10 settembre 1996 | NEAT                                 |
| 31053 -                | 1996 RD5                 | 11 settembre 1996 | NEAT                                 |
| 31054 -                | 1996 RT5                 | 13 settembre 1996 | R. Linderholm                        |
| 31055 -                | 1996 RZ19                | 8 settembre 1996  | Spacewatch                           |
| 31056 -                | 1996 RK25                | 12 settembre 1996 | Spacewatch                           |
| 31057 -                | 1996 SK4                 | 21 settembre 1996 | Beijing Schmidt CCD Asteroid Program |
| 31058 -                | 1996 TA5                 | 8 ottobre 1996    | D. di Cicco                          |
| 31059 -                | 1996 TQ5                 | 1 ottobre 1996    | R. G. Davis                          |
| 31060 -                | 1996 TB6                 | 3 ottobre 1996    | Beijing Schmidt CCD Asteroid Program |
| 31061 Tamao            | 1996 TK7                 | 10 ottobre 1996   | A. Nakamura                          |
| 31062 -                | 1996 TP10                | 9 ottobre 1996    | S. Ueda, H. Kaneda                   |
| 31063 -                | 1996 TK11                | 11 ottobre 1996   | K. Endate                            |
| (31064) 1996 TP11      | 1996 TP11                | 11 ottobre 1996   | NEAT                                 |
| 31065 Beishizhang      | 1996 TZ13                | 10 ottobre 1996   | Beijing Schmidt CCD Asteroid Program |
| 31066 -                | 1996 TR25                | 6 ottobre 1996    | Spacewatch                           |
| 31067 -                | 1996 TF50                | 4 ottobre 1996    | E. W. Elst                           |
| 31068 -                | 1996 TT54                | 9 ottobre 1996    | Beijing Schmidt CCD Asteroid Program |
| 31069 -                | 1996 UM1                 | 18 ottobre 1996   | NEAT                                 |
| 31070 -                | 1996 VX9                 | 3 novembre 1996   | Spacewatch                           |
| 31071 -                | 1996 VL18                | 6 novembre 1996   | Spacewatch                           |
| 31072 -                | 1996 VZ22                | 9 novembre 1996   | Spacewatch                           |
| 31073 -                | 1996 VV29                | 7 novembre 1996   | S. Ueda, H. Kaneda                   |
| 31074 -                | 1996 WY1                 | 24 novembre 1996  | Beijing Schmidt CCD Asteroid Program |
| 31075 -                | 1996 XV                  | 1 dicembre 1996   | N. Sato                              |
| 31076 -                | 1996 XH1                 | 2 dicembre 1996   | T. Kobayashi                         |
| 31077 -                | 1996 XZ2                 | 3 dicembre 1996   | T. Kobayashi                         |
| 31078 -                | 1996 XJ5                 | 6 dicembre 1996   | T. Kobayashi                         |
| 31079 -                | 1996 XS5                 | 7 dicembre 1996   | T. Kobayashi                         |
| 31080 -                | 1996 XA6                 | 7 dicembre 1996   | T. Kobayashi                         |
| 31081 -                | 1996 XO13                | 9 dicembre 1996   | D. di Cicco                          |
| 31082 -                | 1996 XM19                | 8 dicembre 1996   | T. Kobayashi                         |
| 31083 -                | 1996 XE32                | 14 dicembre 1996  | N. Sato                              |
| 31084 -                | 1996 YX2                 | 29 dicembre 1996  | N. Sato                              |
| 31085 -                | 1997 AV12                | 10 gennaio 1997   | T. Kobayashi                         |
| 31086 Gehringer        | 1997 AT17                | 12 gennaio 1997   | R. A. Tucker                         |
| 31087 Oirase           | 1997 AA22                | 9 gennaio 1997    | N. Sato                              |
| 31088 -                | 1997 BV                  | 18 gennaio 1997   | Beijing Schmidt CCD Asteroid Program |
| 31089 -                | 1997 BW1                 | 29 gennaio 1997   | T. Kobayashi                         |
| 31090 -                | 1997 BJ5                 | 31 gennaio 1997   | Spacewatch                           |
| 31091 Bettiventicinque | 1997 BE9                 | 30 gennaio 1997   | U. Munari, M. Tombelli               |
| 31092 Carolowilhelmina | 1997 CW5                 | 6 febbraio 1997   | Kleť                                 |
| 31093 -                | 1997 CE28                | 6 febbraio 1997   | Beijing Schmidt CCD Asteroid Program |
| 31094 -                | 1997 CN28                | 14 febbraio 1997  | Beijing Schmidt CCD Asteroid Program |
| 31095 Buneiou          | 1997 DH                  | 27 febbraio 1997  | N. Sato                              |
| 31096 -                | 1997 GH14                | 3 aprile 1997     | LINEAR                               |
| 31097 Nucciomula       | 1997 JM11                | 3 maggio 1997     | E. W. Elst                           |
| 31098 Frankhill        | 1997 LQ2                 | 9 giugno 1997     | R. A. Tucker                         |
| 31099 -                | 1997 MF4                 | 28 giugno 1997    | LINEAR                               |
| 31100 -                | 1997 ML4                 | 28 giugno 1997    | LINEAR                               |

## 31101-31200
| Nome                | Designazione provvisoria | Data di scoperta  | Scopritore                           |
| ------------------- | ------------------------ | ----------------- | ------------------------------------ |
| 31101 -             | 1997 NM1                 | 2 luglio 1997     | Spacewatch                           |
| 31102 -             | 1997 NP2                 | 4 luglio 1997     | R. Pacheco, À. López                 |
| 31103 -             | 1997 OE2                 | 29 luglio 1997    | À. López, R. Pacheco                 |
| 31104 Annanetrebko  | 1997 OK2                 | 30 luglio 1997    | ODAS                                 |
| 31105 Oguniyamagata | 1997 OW2                 | 27 luglio 1997    | T. Okuni                             |
| 31106 -             | 1997 PU2                 | 12 agosto 1997    | Kleť                                 |
| 31107 -             | 1997 PS3                 | 5 agosto 1997     | Beijing Schmidt CCD Asteroid Program |
| 31108 -             | 1997 PW3                 | 10 agosto 1997    | Beijing Schmidt CCD Asteroid Program |
| 31109 Janpalouš     | 1997 PL4                 | 14 agosto 1997    | Kleť                                 |
| 31110 Clapas        | 1997 PN4                 | 13 agosto 1997    | Pises                                |
| 31111 -             | 1997 PN5                 | 11 agosto 1997    | Y. Shimizu, T. Urata                 |
| 31112 -             | 1997 PQ5                 | 9 agosto 1997     | K. A. Williams                       |
| 31113 Stull         | 1997 QC                  | 19 agosto 1997    | D. R. DeGraff, J. S. Weaver          |
| 31114 -             | 1997 QB1                 | 28 agosto 1997    | Z. Moravec                           |
| 31115 -             | 1997 QF4                 | 28 agosto 1997    | Beijing Schmidt CCD Asteroid Program |
| 31116 -             | 1997 QM4                 | 29 agosto 1997    | À. López, R. Pacheco                 |
| 31117 -             | 1997 QF5                 | 25 agosto 1997    | J. Broughton                         |
| 31118 -             | 1997 RN1                 | 1 settembre 1997  | Beijing Schmidt CCD Asteroid Program |
| 31119 -             | 1997 RP1                 | 3 settembre 1997  | T. Kagawa, T. Urata                  |
| 31120 -             | 1997 RT8                 | 12 settembre 1997 | Beijing Schmidt CCD Asteroid Program |
| 31121 -             | 1997 RD10                | 13 settembre 1997 | Beijing Schmidt CCD Asteroid Program |
| 31122 Brooktaylor   | 1997 SD                  | 21 settembre 1997 | P. G. Comba                          |
| 31123 -             | 1997 SU                  | 16 settembre 1997 | Beijing Schmidt CCD Asteroid Program |
| 31124 Slavíček      | 1997 SJ1                 | 22 settembre 1997 | Kleť                                 |
| 31125 -             | 1997 SL1                 | 22 settembre 1997 | G. R. Viscome                        |
| 31126 -             | 1997 SG2                 | 19 settembre 1997 | A. Sugie                             |
| 31127 -             | 1997 SL4                 | 27 settembre 1997 | T. Kobayashi                         |
| 31128 -             | 1997 SL9                 | 27 settembre 1997 | Spacewatch                           |
| 31129 Langyatai     | 1997 SR10                | 26 settembre 1997 | Beijing Schmidt CCD Asteroid Program |
| 31130 -             | 1997 SS10                | 26 settembre 1997 | Beijing Schmidt CCD Asteroid Program |
| 31131 -             | 1997 SV10                | 28 settembre 1997 | Beijing Schmidt CCD Asteroid Program |
| 31132 -             | 1997 SD13                | 28 settembre 1997 | Spacewatch                           |
| 31133 -             | 1997 SZ15                | 27 settembre 1997 | ODAS                                 |
| 31134 Zurria        | 1997 SF18                | 27 settembre 1997 | Osservatorio San Vittore             |
| 31135 -             | 1997 SN24                | 30 settembre 1997 | Spacewatch                           |
| 31136 -             | 1997 SN31                | 28 settembre 1997 | Spacewatch                           |
| 31137 -             | 1997 SQ32                | 30 settembre 1997 | Beijing Schmidt CCD Asteroid Program |
| 31138 -             | 1997 SJ33                | 29 settembre 1997 | Beijing Schmidt CCD Asteroid Program |
| 31139 Garnavich     | 1997 SJ34                | 25 settembre 1997 | Ondřejov Observatory                 |
| 31140 -             | 1997 TC9                 | 2 ottobre 1997    | Spacewatch                           |
| 31141 -             | 1997 TN18                | 3 ottobre 1997    | Beijing Schmidt CCD Asteroid Program |
| 31142 -             | 1997 TT22                | 5 ottobre 1997    | Spacewatch                           |
| 31143 -             | 1997 TN24                | 8 ottobre 1997    | Beijing Schmidt CCD Asteroid Program |
| 31144 -             | 1997 TM26                | 7 ottobre 1997    | S. P. Laurie                         |
| 31145 -             | 1997 UK                  | 19 ottobre 1997   | Kleť                                 |
| 31146 -             | 1997 UV3                 | 26 ottobre 1997   | T. Kobayashi                         |
| 31147 Miriquidi     | 1997 UA4                 | 22 ottobre 1997   | J. Kandler                           |
| 31148 -             | 1997 UO8                 | 23 ottobre 1997   | S. Ueda, H. Kaneda                   |
| 31149 -             | 1997 UE13                | 23 ottobre 1997   | Spacewatch                           |
| 31150 -             | 1997 UT20                | 23 ottobre 1997   | Beijing Schmidt CCD Asteroid Program |
| 31151 Sajichugaku   | 1997 UM21                | 29 ottobre 1997   | Saji                                 |
| 31152 Daishinsai    | 1997 UV21                | 29 ottobre 1997   | T. Okuni                             |
| 31153 Enricaparri   | 1997 UP22                | 26 ottobre 1997   | G. Forti, M. Tombelli                |
| 31154 -             | 1997 VJ                  | 1 novembre 1997   | T. Kobayashi                         |
| 31155 -             | 1997 VG2                 | 1 novembre 1997   | T. Kobayashi                         |
| 31156 -             | 1997 WO                  | 18 novembre 1997  | T. Kobayashi                         |
| 31157 -             | 1997 WK1                 | 19 novembre 1997  | Beijing Schmidt CCD Asteroid Program |
| 31158 -             | 1997 WE3                 | 23 novembre 1997  | T. Kobayashi                         |
| 31159 -             | 1997 WB6                 | 23 novembre 1997  | Spacewatch                           |
| 31160 -             | 1997 WQ9                 | 21 novembre 1997  | Spacewatch                           |
| 31161 -             | 1997 WR11                | 22 novembre 1997  | Spacewatch                           |
| 31162 -             | 1997 WB13                | 23 novembre 1997  | Spacewatch                           |
| 31163 -             | 1997 WR18                | 23 novembre 1997  | Spacewatch                           |
| 31164 -             | 1997 WM35                | 29 novembre 1997  | LINEAR                               |
| 31165 -             | 1997 WN43                | 29 novembre 1997  | LINEAR                               |
| 31166 -             | 1997 WX45                | 26 novembre 1997  | LINEAR                               |
| 31167 -             | 1997 WL46                | 26 novembre 1997  | LINEAR                               |
| 31168 -             | 1997 WM49                | 29 novembre 1997  | LINEAR                               |
| 31169 -             | 1997 WV53                | 29 novembre 1997  | LINEAR                               |
| 31170 -             | 1997 WO58                | 26 novembre 1997  | Uppsala-DLR Trojan Survey            |
| 31171 -             | 1997 XB                  | 2 dicembre 1997   | T. Kobayashi                         |
| 31172 -             | 1997 XQ                  | 3 dicembre 1997   | T. Kobayashi                         |
| 31173 -             | 1997 XF1                 | 4 dicembre 1997   | LINEAR                               |
| 31174 Rozelot       | 1997 XW4                 | 6 dicembre 1997   | ODAS                                 |
| 31175 Erikafuchs    | 1997 XV7                 | 7 dicembre 1997   | ODAS                                 |
| 31176 -             | 1997 XL9                 | 2 dicembre 1997   | Y. Shimizu, T. Urata                 |
| 31177 -             | 1997 XH11                | 13 dicembre 1997  | Beijing Schmidt CCD Asteroid Program |
| 31178 -             | 1997 XK13                | 4 dicembre 1997   | Spacewatch                           |
| 31179 Gongju        | 1997 YR2                 | 21 dicembre 1997  | N. Sato                              |
| 31180 -             | 1997 YX3                 | 22 dicembre 1997  | Beijing Schmidt CCD Asteroid Program |
| 31181 -             | 1997 YY3                 | 22 dicembre 1997  | Beijing Schmidt CCD Asteroid Program |
| 31182 -             | 1997 YZ3                 | 22 dicembre 1997  | Beijing Schmidt CCD Asteroid Program |
| 31183 -             | 1997 YT4                 | 25 dicembre 1997  | NEAT                                 |
| 31184 -             | 1997 YZ4                 | 26 dicembre 1997  | D. di Cicco                          |
| 31185 -             | 1997 YK5                 | 25 dicembre 1997  | T. Kobayashi                         |
| 31186 -             | 1997 YQ5                 | 25 dicembre 1997  | T. Kobayashi                         |
| 31187 -             | 1997 YK7                 | 27 dicembre 1997  | T. Kobayashi                         |
| 31188 -             | 1997 YM7                 | 27 dicembre 1997  | T. Kobayashi                         |
| 31189 Tricomi       | 1997 YZ7                 | 27 dicembre 1997  | P. G. Comba                          |
| 31190 Toussaint     | 1997 YB12                | 27 dicembre 1997  | R. A. Tucker                         |
| 31191 -             | 1997 YD15                | 28 dicembre 1997  | Spacewatch                           |
| 31192 Aigoual       | 1997 YH16                | 29 dicembre 1997  | Pises                                |
| 31193 -             | 1997 YP16                | 31 dicembre 1997  | Y. Shimizu, T. Urata                 |
| 31194 -             | 1997 YQ16                | 24 dicembre 1997  | Beijing Schmidt CCD Asteroid Program |
| 31195 -             | 1997 YG18                | 29 dicembre 1997  | Beijing Schmidt CCD Asteroid Program |
| 31196 Yulong        | 1997 YL18                | 24 dicembre 1997  | Beijing Schmidt CCD Asteroid Program |
| 31197 -             | 1997 YS19                | 31 dicembre 1997  | LINEAR                               |
| 31198 -             | 1998 AB1                 | 5 gennaio 1998    | T. Kobayashi                         |
| 31199 -             | 1998 AK3                 | 5 gennaio 1998    | N. Sato                              |
| 31200 -             | 1998 AL4                 | 6 gennaio 1998    | Spacewatch                           |

## 31201-31300
| Nome                   | Designazione provvisoria | Data di scoperta | Scopritore                           |
| ---------------------- | ------------------------ | ---------------- | ------------------------------------ |
| 31201 Michellegrand    | 1998 AT5                 | 8 gennaio 1998   | ODAS                                 |
| 31202 -                | 1998 AX7                 | 2 gennaio 1998   | LINEAR                               |
| 31203 Hersman          | 1998 AO9                 | 6 gennaio 1998   | M. W. Buie                           |
| 31204 -                | 1998 AA10                | 15 gennaio 1998  | Kleť                                 |
| 31205 -                | 1998 BW                  | 19 gennaio 1998  | T. Kobayashi                         |
| 31206 -                | 1998 BF1                 | 19 gennaio 1998  | T. Kobayashi                         |
| 31207 -                | 1998 BM1                 | 19 gennaio 1998  | T. Kobayashi                         |
| 31208 -                | 1998 BU1                 | 19 gennaio 1998  | T. Kobayashi                         |
| 31209 -                | 1998 BZ6                 | 24 gennaio 1998  | T. Kobayashi                         |
| 31210 -                | 1998 BX7                 | 24 gennaio 1998  | NEAT                                 |
| 31211 -                | 1998 BW8                 | 18 gennaio 1998  | Beijing Schmidt CCD Asteroid Program |
| 31212 -                | 1998 BZ8                 | 18 gennaio 1998  | Beijing Schmidt CCD Asteroid Program |
| 31213 -                | 1998 BK9                 | 24 gennaio 1998  | NEAT                                 |
| 31214 -                | 1998 BZ9                 | 22 gennaio 1998  | Spacewatch                           |
| 31215 -                | 1998 BN10                | 26 gennaio 1998  | Kleť                                 |
| 31216 -                | 1998 BL12                | 23 gennaio 1998  | LINEAR                               |
| 31217 -                | 1998 BD15                | 24 gennaio 1998  | NEAT                                 |
| 31218 -                | 1998 BZ20                | 22 gennaio 1998  | Spacewatch                           |
| 31219 -                | 1998 BW24                | 28 gennaio 1998  | T. Kobayashi                         |
| 31220 -                | 1998 BA26                | 29 gennaio 1998  | T. Kobayashi                         |
| 31221 -                | 1998 BP26                | 28 gennaio 1998  | NEAT                                 |
| 31222 -                | 1998 BD30                | 26 gennaio 1998  | T. Kagawa, T. Urata                  |
| 31223 -                | 1998 BJ30                | 28 gennaio 1998  | P. Antonini                          |
| 31224 -                | 1998 BP33                | 31 gennaio 1998  | T. Kobayashi                         |
| 31225 -                | 1998 BH35                | 27 gennaio 1998  | Spacewatch                           |
| 31226 -                | 1998 BZ40                | 24 gennaio 1998  | NEAT                                 |
| 31227 -                | 1998 BC41                | 24 gennaio 1998  | NEAT                                 |
| 31228 -                | 1998 BR45                | 24 gennaio 1998  | NEAT                                 |
| 31229 -                | 1998 BD46                | 26 gennaio 1998  | Spacewatch                           |
| 31230 Tuyouyou         | 1998 BB47                | 18 gennaio 1998  | Beijing Schmidt CCD Asteroid Program |
| 31231 Uthmann          | 1998 CA                  | 1 febbraio 1998  | J. Kandler, G. Lehmann               |
| 31232 Slavonice        | 1998 CF                  | 1 febbraio 1998  | J. Tichá, M. Tichý                   |
| 31233 -                | 1998 CG1                 | 1 febbraio 1998  | Beijing Schmidt CCD Asteroid Program |
| 31234 Bea              | 1998 CL1                 | 7 febbraio 1998  | A. Galád, A. Pravda                  |
| 31235 -                | 1998 CE3                 | 6 febbraio 1998  | E. W. Elst                           |
| 31236 -                | 1998 CC4                 | 14 febbraio 1998 | Farra d'Isonzo                       |
| 31237 -                | 1998 CY4                 | 6 febbraio 1998  | E. W. Elst                           |
| 31238 Kroměříž         | 1998 DT1                 | 21 febbraio 1998 | J. Tichá, M. Tichý                   |
| 31239 Michaeljames     | 1998 DV1                 | 21 febbraio 1998 | I. P. Griffin                        |
| 31240 Katrianne        | 1998 DB2                 | 20 febbraio 1998 | G. Lehmann                           |
| 31241 -                | 1998 DK2                 | 20 febbraio 1998 | ODAS                                 |
| 31242 -                | 1998 DO10                | 23 febbraio 1998 | NEAT                                 |
| 31243 -                | 1998 DW10                | 16 febbraio 1998 | Beijing Schmidt CCD Asteroid Program |
| 31244 Guidomonzino     | 1998 DG11                | 19 febbraio 1998 | P. Sicoli, A. Testa                  |
| 31245 -                | 1998 DR11                | 24 febbraio 1998 | NEAT                                 |
| 31246 -                | 1998 DZ12                | 24 febbraio 1998 | T. Stafford                          |
| 31247 -                | 1998 DD13                | 22 febbraio 1998 | NEAT                                 |
| 31248 -                | 1998 DH13                | 24 febbraio 1998 | NEAT                                 |
| 31249 Renéefleming     | 1998 DF14                | 27 febbraio 1998 | ODAS                                 |
| 31250 -                | 1998 DR14                | 22 febbraio 1998 | NEAT                                 |
| 31251 -                | 1998 DU14                | 22 febbraio 1998 | NEAT                                 |
| 31252 -                | 1998 DA15                | 22 febbraio 1998 | NEAT                                 |
| 31253 -                | 1998 DQ21                | 22 febbraio 1998 | Spacewatch                           |
| 31254 Totucciogrisanti | 1998 DK23                | 27 febbraio 1998 | M. Cavagna, P. Chiavenna             |
| 31255 -                | 1998 DL27                | 27 febbraio 1998 | P. Antonini                          |
| 31256 -                | 1998 DM32                | 22 febbraio 1998 | Beijing Schmidt CCD Asteroid Program |
| 31257 -                | 1998 DG35                | 27 febbraio 1998 | E. W. Elst                           |
| 31258 -                | 1998 EE                  | 1 marzo 1998     | T. Kobayashi                         |
| 31259 -                | 1998 EB3                 | 1 marzo 1998     | Beijing Schmidt CCD Asteroid Program |
| 31260 -                | 1998 EE6                 | 2 marzo 1998     | Y. Shimizu, T. Urata                 |
| 31261 -                | 1998 EF8                 | 2 marzo 1998     | Beijing Schmidt CCD Asteroid Program |
| 31262 -                | 1998 ES8                 | 5 marzo 1998     | Beijing Schmidt CCD Asteroid Program |
| 31263 -                | 1998 EG9                 | 8 marzo 1998     | Beijing Schmidt CCD Asteroid Program |
| 31264 -                | 1998 EQ11                | 1 marzo 1998     | E. W. Elst                           |
| 31265 -                | 1998 EC13                | 1 marzo 1998     | E. W. Elst                           |
| 31266 Tournefort       | 1998 EZ13                | 1 marzo 1998     | E. W. Elst                           |
| 31267 Kuldiga          | 1998 ES14                | 1 marzo 1998     | E. W. Elst                           |
| 31268 Welty            | 1998 FA                  | 16 marzo 1998    | I. P. Griffin                        |
| 31269 -                | 1998 FO                  | 18 marzo 1998    | Spacewatch                           |
| 31270 -                | 1998 FP14                | 26 marzo 1998    | ODAS                                 |
| 31271 Nallino          | 1998 FH16                | 25 marzo 1998    | Osservatorio San Vittore             |
| 31272 Makosinski       | 1998 FE18                | 20 marzo 1998    | LINEAR                               |
| 31273 -                | 1998 FY23                | 20 marzo 1998    | LINEAR                               |
| 31274 -                | 1998 FE24                | 20 marzo 1998    | LINEAR                               |
| 31275 -                | 1998 FN25                | 20 marzo 1998    | LINEAR                               |
| 31276 Calvinrieder     | 1998 FG28                | 20 marzo 1998    | LINEAR                               |
| 31277 -                | 1998 FK28                | 20 marzo 1998    | LINEAR                               |
| 31278 -                | 1998 FK30                | 20 marzo 1998    | LINEAR                               |
| 31279 -                | 1998 FQ31                | 20 marzo 1998    | LINEAR                               |
| 31280 -                | 1998 FG33                | 20 marzo 1998    | LINEAR                               |
| 31281 Stothers         | 1998 FK34                | 20 marzo 1998    | LINEAR                               |
| 31282 Nicoleticea      | 1998 FD35                | 20 marzo 1998    | LINEAR                               |
| 31283 Wanruomeng       | 1998 FD40                | 20 marzo 1998    | LINEAR                               |
| 31284 -                | 1998 FN48                | 20 marzo 1998    | LINEAR                               |
| 31285 -                | 1998 FK51                | 20 marzo 1998    | LINEAR                               |
| 31286 -                | 1998 FD54                | 20 marzo 1998    | LINEAR                               |
| 31287 -                | 1998 FK58                | 20 marzo 1998    | LINEAR                               |
| 31288 -                | 1998 FZ59                | 20 marzo 1998    | LINEAR                               |
| 31289 -                | 1998 FN62                | 20 marzo 1998    | LINEAR                               |
| 31290 -                | 1998 FG63                | 20 marzo 1998    | LINEAR                               |
| 31291 Yaoyue           | 1998 FH64                | 20 marzo 1998    | LINEAR                               |
| 31292 -                | 1998 FK66                | 20 marzo 1998    | LINEAR                               |
| 31293 -                | 1998 FP70                | 20 marzo 1998    | LINEAR                               |
| 31294 -                | 1998 FJ71                | 20 marzo 1998    | LINEAR                               |
| 31295 -                | 1998 FF72                | 20 marzo 1998    | LINEAR                               |
| 31296 Matthewclement   | 1998 FY73                | 22 marzo 1998    | LONEOS                               |
| 31297 -                | 1998 FZ74                | 24 marzo 1998    | LINEAR                               |
| 31298 Chantaihei       | 1998 FB77                | 24 marzo 1998    | LINEAR                               |
| 31299 -                | 1998 FJ80                | 24 marzo 1998    | LINEAR                               |
| 31300 -                | 1998 FZ82                | 24 marzo 1998    | LINEAR                               |

## 31301-31400
| Nome                | Designazione provvisoria | Data di scoperta  | Scopritore                           |
| ------------------- | ------------------------ | ----------------- | ------------------------------------ |
| 31301 -             | 1998 FE92                | 24 marzo 1998     | LINEAR                               |
| 31302 -             | 1998 FT95                | 31 marzo 1998     | LINEAR                               |
| 31303 -             | 1998 FO99                | 31 marzo 1998     | LINEAR                               |
| 31304 -             | 1998 FE103               | 31 marzo 1998     | LINEAR                               |
| 31305 -             | 1998 FL104               | 31 marzo 1998     | LINEAR                               |
| 31306 -             | 1998 FZ104               | 31 marzo 1998     | LINEAR                               |
| 31307 -             | 1998 FK105               | 31 marzo 1998     | LINEAR                               |
| 31308 -             | 1998 FK113               | 31 marzo 1998     | LINEAR                               |
| 31309 -             | 1998 FJ116               | 31 marzo 1998     | LINEAR                               |
| 31310 -             | 1998 FP118               | 31 marzo 1998     | LINEAR                               |
| 31311 -             | 1998 FX118               | 31 marzo 1998     | LINEAR                               |
| 31312 Fangerhai     | 1998 FY118               | 31 marzo 1998     | LINEAR                               |
| 31313 Kanwingyi     | 1998 FO119               | 20 marzo 1998     | LINEAR                               |
| 31314 -             | 1998 FS120               | 20 marzo 1998     | LINEAR                               |
| 31315 -             | 1998 FS132               | 20 marzo 1998     | LINEAR                               |
| 31316 -             | 1998 GZ7                 | 2 aprile 1998     | LINEAR                               |
| 31317 -             | 1998 GL8                 | 2 aprile 1998     | LINEAR                               |
| 31318 -             | 1998 GQ10                | 4 aprile 1998     | J. V. McClusky                       |
| 31319 Vespucci      | 1998 HD2                 | 20 aprile 1998    | V. S. Casulli                        |
| 31320 -             | 1998 HX2                 | 21 aprile 1998    | LINEAR                               |
| 31321 -             | 1998 HD3                 | 21 aprile 1998    | Kleť                                 |
| 31322 -             | 1998 HS14                | 17 aprile 1998    | Spacewatch                           |
| 31323 Lysá hora     | 1998 HC29                | 27 aprile 1998    | P. Pravec                            |
| 31324 Jiřímrázek    | 1998 HR31                | 27 aprile 1998    | L. Šarounová                         |
| 31325 -             | 1998 HN33                | 20 aprile 1998    | LINEAR                               |
| 31326 -             | 1998 HF34                | 20 aprile 1998    | LINEAR                               |
| 31327 -             | 1998 HM34                | 20 aprile 1998    | LINEAR                               |
| 31328 -             | 1998 HV47                | 20 aprile 1998    | LINEAR                               |
| 31329 -             | 1998 HU57                | 21 aprile 1998    | LINEAR                               |
| 31330 -             | 1998 HB84                | 21 aprile 1998    | LINEAR                               |
| 31331 -             | 1998 HU92                | 21 aprile 1998    | LINEAR                               |
| 31332 -             | 1998 HC101               | 21 aprile 1998    | LINEAR                               |
| 31333 -             | 1998 HD101               | 21 aprile 1998    | LINEAR                               |
| 31334 -             | 1998 HW102               | 25 aprile 1998    | E. W. Elst                           |
| 31335 -             | 1998 HY124               | 23 aprile 1998    | LINEAR                               |
| 31336 Chenyuhsin    | 1998 HT129               | 19 aprile 1998    | LINEAR                               |
| 31337 -             | 1998 HA134               | 19 aprile 1998    | LINEAR                               |
| 31338 Lipperhey     | 1998 HX147               | 25 aprile 1998    | E. W. Elst                           |
| 31339 -             | 1998 KY30                | 22 maggio 1998    | LINEAR                               |
| 31340 -             | 1998 KW53                | 23 maggio 1998    | LINEAR                               |
| 31341 -             | 1998 KH55                | 23 maggio 1998    | LINEAR                               |
| 31342 -             | 1998 MU31                | 24 giugno 1998    | LINEAR                               |
| 31343 -             | 1998 NT                  | 12 luglio 1998    | T. Handley                           |
| 31344 Agathon       | 1998 OM12                | 30 luglio 1998    | J. Broughton                         |
| 31345 -             | 1998 PG                  | 3 agosto 1998     | LONEOS                               |
| 31346 -             | 1998 PB1                 | 15 agosto 1998    | LINEAR                               |
| 31347 -             | 1998 QV90                | 28 agosto 1998    | LINEAR                               |
| 31348 -             | 1998 QF92                | 28 agosto 1998    | LINEAR                               |
| 31349 Uria-Monzon   | 1998 SV                  | 16 settembre 1998 | ODAS                                 |
| 31350 -             | 1998 SF2                 | 17 settembre 1998 | F. B. Zoltowski                      |
| 31351 -             | 1998 SD24                | 26 settembre 1998 | LINEAR                               |
| 31352 -             | 1998 SP135               | 26 settembre 1998 | LINEAR                               |
| 31353 -             | 1998 TE                  | 2 ottobre 1998    | T. Kagawa                            |
| 31354 -             | 1998 TR3                 | 14 ottobre 1998   | LINEAR                               |
| 31355 -             | 1998 TT6                 | 15 ottobre 1998   | K. Korlević                          |
| 31356 -             | 1998 TN10                | 12 ottobre 1998   | Spacewatch                           |
| 31357 -             | 1998 UP20                | 28 ottobre 1998   | K. Korlević                          |
| 31358 Garethcollins | 1998 UR23                | 17 ottobre 1998   | LONEOS                               |
| 31359 -             | 1998 UA28                | 29 ottobre 1998   | LINEAR                               |
| 31360 Huangyihsuan  | 1998 VV14                | 10 novembre 1998  | LINEAR                               |
| 31361 -             | 1998 VQ29                | 10 novembre 1998  | LINEAR                               |
| 31362 -             | 1998 VU41                | 14 novembre 1998  | Spacewatch                           |
| 31363 Shulga        | 1998 VS44                | 14 novembre 1998  | LONEOS                               |
| 31364 -             | 1998 WM6                 | 24 novembre 1998  | Kleť                                 |
| 31365 -             | 1998 WF7                 | 23 novembre 1998  | T. Urata                             |
| 31366 -             | 1998 WF8                 | 25 novembre 1998  | T. Kobayashi                         |
| 31367 -             | 1998 WB9                 | 25 novembre 1998  | LINEAR                               |
| 31368 -             | 1998 WW23                | 25 novembre 1998  | LINEAR                               |
| 31369 -             | 1998 WX26                | 16 novembre 1998  | Spacewatch                           |
| 31370 -             | 1998 XS3                 | 9 dicembre 1998   | T. Kobayashi                         |
| 31371 -             | 1998 XN10                | 15 dicembre 1998  | ODAS                                 |
| 31372 -             | 1998 XN11                | 13 dicembre 1998  | T. Kobayashi                         |
| 31373 -             | 1998 XN12                | 14 dicembre 1998  | Beijing Schmidt CCD Asteroid Program |
| 31374 Hruskova      | 1998 XZ41                | 14 dicembre 1998  | LINEAR                               |
| 31375 Krystufek     | 1998 XP46                | 14 dicembre 1998  | LINEAR                               |
| 31376 Leobauersfeld | 1998 XB48                | 14 dicembre 1998  | LINEAR                               |
| 31377 Kleinwort     | 1998 XG50                | 14 dicembre 1998  | LINEAR                               |
| 31378 Neidinger     | 1998 XZ50                | 14 dicembre 1998  | LINEAR                               |
| 31379 -             | 1998 XX51                | 14 dicembre 1998  | LINEAR                               |
| 31380 Hegyesi       | 1998 XA73                | 14 dicembre 1998  | LINEAR                               |
| 31381 -             | 1998 XW86                | 15 dicembre 1998  | LINEAR                               |
| 31382 -             | 1998 XN89                | 15 dicembre 1998  | LINEAR                               |
| 31383 -             | 1998 XJ94                | 15 dicembre 1998  | LINEAR                               |
| 31384 -             | 1998 XE96                | 11 dicembre 1998  | O. A. Naranjo                        |
| 31385 -             | 1998 XF96                | 11 dicembre 1998  | O. A. Naranjo                        |
| 31386 -             | 1998 YG1                 | 16 dicembre 1998  | T. Kagawa                            |
| 31387 Lehoucq       | 1998 YA2                 | 16 dicembre 1998  | ODAS                                 |
| 31388 -             | 1998 YL2                 | 17 dicembre 1998  | ODAS                                 |
| 31389 Alexkaplan    | 1998 YN2                 | 17 dicembre 1998  | ODAS                                 |
| 31390 -             | 1998 YB4                 | 19 dicembre 1998  | T. Kobayashi                         |
| 31391 -             | 1998 YA5                 | 17 dicembre 1998  | ODAS                                 |
| 31392 -             | 1998 YJ5                 | 20 dicembre 1998  | CSS                                  |
| 31393 -             | 1998 YG8                 | 24 dicembre 1998  | T. Kobayashi                         |
| 31394 -             | 1998 YX9                 | 25 dicembre 1998  | K. Korlević, M. Jurić                |
| 31395 -             | 1998 YB11                | 18 dicembre 1998  | ODAS                                 |
| 31396 -             | 1998 YQ12                | 29 dicembre 1998  | T. Kobayashi                         |
| 31397 -             | 1998 YR15                | 22 dicembre 1998  | Spacewatch                           |
| 31398 Lukedaly      | 1998 YU29                | 27 dicembre 1998  | LONEOS                               |
| 31399 Susorney      | 1998 YF30                | 24 dicembre 1998  | LONEOS                               |
| 31400 Dakshdua      | 1998 YY31                | 16 dicembre 1998  | LINEAR                               |

## 31401-31500
| Nome                  | Designazione provvisoria | Data di scoperta | Scopritore                           |
| --------------------- | ------------------------ | ---------------- | ------------------------------------ |
| 31401 -               | 1999 AK                  | 6 gennaio 1999   | K. Korlević                          |
| 31402 Negishi         | 1999 AR                  | 7 gennaio 1999   | T. Kobayashi                         |
| 31403 -               | 1999 AV                  | 7 gennaio 1999   | T. Kobayashi                         |
| 31404 -               | 1999 AL1                 | 7 gennaio 1999   | Spacewatch                           |
| 31405 -               | 1999 AD2                 | 9 gennaio 1999   | T. Kobayashi                         |
| 31406 -               | 1999 AA4                 | 10 gennaio 1999  | T. Kobayashi                         |
| 31407 -               | 1999 AP4                 | 11 gennaio 1999  | T. Kobayashi                         |
| 31408 -               | 1999 AV4                 | 11 gennaio 1999  | T. Kobayashi                         |
| 31409 -               | 1999 AB5                 | 11 gennaio 1999  | T. Kobayashi                         |
| 31410 -               | 1999 AY5                 | 12 gennaio 1999  | T. Kobayashi                         |
| 31411 -               | 1999 AU9                 | 10 gennaio 1999  | Beijing Schmidt CCD Asteroid Program |
| 31412 Andersonribeiro | 1999 AP20                | 13 gennaio 1999  | LONEOS                               |
| 31413 -               | 1999 AR21                | 15 gennaio 1999  | K. Korlević                          |
| 31414 Rotarysusa      | 1999 AV22                | 14 gennaio 1999  | L. Tesi, A. Boattini                 |
| 31415 Fenucci         | 1999 AK23                | 10 gennaio 1999  | LONEOS                               |
| 31416 Peteworden      | 1999 AX24                | 15 gennaio 1999  | ODAS                                 |
| 31417 -               | 1999 AD32                | 15 gennaio 1999  | Spacewatch                           |
| 31418 Sosaoyarzabal   | 1999 AJ34                | 14 gennaio 1999  | LONEOS                               |
| 31419 -               | 1999 AN37                | 6 gennaio 1999   | LONEOS                               |
| 31420 -               | 1999 BV                  | 16 gennaio 1999  | J. V. McClusky                       |
| 31421 -               | 1999 BZ                  | 17 gennaio 1999  | CSS                                  |
| 31422 -               | 1999 BE1                 | 16 gennaio 1999  | D. K. Chesney                        |
| 31423 -               | 1999 BR2                 | 18 gennaio 1999  | T. Kobayashi                         |
| 31424 -               | 1999 BW2                 | 18 gennaio 1999  | T. Kobayashi                         |
| 31425 -               | 1999 BF3                 | 16 gennaio 1999  | S. Ueda, H. Kaneda                   |
| 31426 Davidlouapre    | 1999 BA5                 | 19 gennaio 1999  | ODAS                                 |
| 31427 -               | 1999 BS5                 | 20 gennaio 1999  | K. Korlević                          |
| 31428 -               | 1999 BG6                 | 20 gennaio 1999  | ODAS                                 |
| 31429 Diegoazzaro     | 1999 BL7                 | 21 gennaio 1999  | V. S. Casulli                        |
| 31430 -               | 1999 BX8                 | 22 gennaio 1999  | K. Korlević                          |
| 31431 Cabibbo         | 1999 BP9                 | 21 gennaio 1999  | Osservatorio San Vittore             |
| 31432 -               | 1999 BY12                | 24 gennaio 1999  | K. Korlević                          |
| 31433 -               | 1999 BA13                | 24 gennaio 1999  | K. Korlević                          |
| 31434 -               | 1999 BQ13                | 25 gennaio 1999  | K. Korlević                          |
| 31435 Benhauck        | 1999 BH14                | 23 gennaio 1999  | ODAS                                 |
| 31436 -               | 1999 BJ15                | 26 gennaio 1999  | K. Korlević                          |
| 31437 Verma           | 1999 BT19                | 16 gennaio 1999  | LINEAR                               |
| 31438 Yasuhitohayashi | 1999 BV19                | 16 gennaio 1999  | LINEAR                               |
| 31439 Mieyamanaka     | 1999 BQ23                | 18 gennaio 1999  | LINEAR                               |
| 31440 -               | 1999 BD26                | 25 gennaio 1999  | K. Korlević                          |
| 31441 -               | 1999 BE28                | 17 gennaio 1999  | Spacewatch                           |
| 31442 Stark           | 1999 CY1                 | 7 febbraio 1999  | D. S. Dixon                          |
| 31443 -               | 1999 CL2                 | 5 febbraio 1999  | Beijing Schmidt CCD Asteroid Program |
| 31444 -               | 1999 CW2                 | 9 febbraio 1999  | J. M. Roe                            |
| 31445 -               | 1999 CS5                 | 12 febbraio 1999 | T. Kobayashi                         |
| 31446 -               | 1999 CV5                 | 12 febbraio 1999 | T. Kobayashi                         |
| 31447 -               | 1999 CB8                 | 12 febbraio 1999 | K. Korlević                          |
| 31448 -               | 1999 CO8                 | 13 febbraio 1999 | D. K. Chesney                        |
| 31449 -               | 1999 CO9                 | 14 febbraio 1999 | T. Kobayashi                         |
| 31450 Stevepreston    | 1999 CU9                 | 14 febbraio 1999 | J. Broughton                         |
| 31451 Joenickell      | 1999 CE10                | 9 febbraio 1999  | J. E. McGaha                         |
| 31452 -               | 1999 CX12                | 14 febbraio 1999 | ODAS                                 |
| 31453 Arnaudthiry     | 1999 CY12                | 14 febbraio 1999 | ODAS                                 |
| 31454 -               | 1999 CH14                | 13 febbraio 1999 | K. Korlević                          |
| 31455 -               | 1999 CU14                | 15 febbraio 1999 | K. Korlević                          |
| 31456 -               | 1999 CV14                | 15 febbraio 1999 | K. Korlević                          |
| 31457 -               | 1999 CW14                | 15 febbraio 1999 | K. Korlević                          |
| 31458 Delrosso        | 1999 CG16                | 15 febbraio 1999 | L. Tesi, A. Boattini                 |
| 31459 -               | 1999 CB17                | 10 febbraio 1999 | LINEAR                               |
| 31460 Jongsowfei      | 1999 CV19                | 10 febbraio 1999 | LINEAR                               |
| 31461 Shannonlee      | 1999 CK20                | 10 febbraio 1999 | LINEAR                               |
| 31462 Brchnelova      | 1999 CW22                | 10 febbraio 1999 | LINEAR                               |
| 31463 Michalgeci      | 1999 CC24                | 10 febbraio 1999 | LINEAR                               |
| 31464 Liscinsky       | 1999 CM25                | 10 febbraio 1999 | LINEAR                               |
| 31465 Piyasiri        | 1999 CS26                | 10 febbraio 1999 | LINEAR                               |
| 31466 Abualhassan     | 1999 CU26                | 10 febbraio 1999 | LINEAR                               |
| 31467 -               | 1999 CG29                | 10 febbraio 1999 | LINEAR                               |
| 31468 Albastaki       | 1999 CE31                | 10 febbraio 1999 | LINEAR                               |
| 31469 Aizawa          | 1999 CO31                | 10 febbraio 1999 | LINEAR                               |
| 31470 Alagappan       | 1999 CR33                | 10 febbraio 1999 | LINEAR                               |
| 31471 Sallyalbright   | 1999 CJ36                | 10 febbraio 1999 | LINEAR                               |
| 31472 -               | 1999 CT36                | 10 febbraio 1999 | LINEAR                               |
| 31473 Guangning       | 1999 CD37                | 10 febbraio 1999 | LINEAR                               |
| 31474 Advaithanand    | 1999 CL37                | 10 febbraio 1999 | LINEAR                               |
| 31475 Robbacchus      | 1999 CH42                | 10 febbraio 1999 | LINEAR                               |
| 31476 Bocconcelli     | 1999 CK43                | 10 febbraio 1999 | LINEAR                               |
| 31477 Meenakshi       | 1999 CO43                | 10 febbraio 1999 | LINEAR                               |
| 31478 -               | 1999 CJ45                | 10 febbraio 1999 | LINEAR                               |
| 31479 Botello         | 1999 CD47                | 10 febbraio 1999 | LINEAR                               |
| 31480 Jonahbutler     | 1999 CN47                | 10 febbraio 1999 | LINEAR                               |
| 31481 -               | 1999 CX47                | 10 febbraio 1999 | LINEAR                               |
| 31482 Caddell         | 1999 CK48                | 10 febbraio 1999 | LINEAR                               |
| 31483 Caulfield       | 1999 CR48                | 10 febbraio 1999 | LINEAR                               |
| 31484 -               | 1999 CC49                | 10 febbraio 1999 | LINEAR                               |
| 31485 -               | 1999 CM51                | 10 febbraio 1999 | LINEAR                               |
| 31486 -               | 1999 CR52                | 10 febbraio 1999 | LINEAR                               |
| 31487 Parthchopra     | 1999 CH53                | 10 febbraio 1999 | LINEAR                               |
| 31488 -               | 1999 CM53                | 10 febbraio 1999 | LINEAR                               |
| 31489 Matthewchun     | 1999 CN53                | 10 febbraio 1999 | LINEAR                               |
| 31490 Swapnavdeka     | 1999 CB55                | 10 febbraio 1999 | LINEAR                               |
| 31491 Demessie        | 1999 CF57                | 10 febbraio 1999 | LINEAR                               |
| 31492 Jennarose       | 1999 CV57                | 10 febbraio 1999 | LINEAR                               |
| 31493 Fernando-Peiris | 1999 CS58                | 10 febbraio 1999 | LINEAR                               |
| 31494 Emmafreedman    | 1999 CP60                | 12 febbraio 1999 | LINEAR                               |
| 31495 Sarahgalvin     | 1999 CR60                | 12 febbraio 1999 | LINEAR                               |
| 31496 Glowacz         | 1999 CU60                | 12 febbraio 1999 | LINEAR                               |
| 31497 -               | 1999 CW61                | 12 febbraio 1999 | LINEAR                               |
| 31498 -               | 1999 CX61                | 12 febbraio 1999 | LINEAR                               |
| 31499 -               | 1999 CS64                | 12 febbraio 1999 | LINEAR                               |
| 31500 Grutzik         | 1999 CK66                | 12 febbraio 1999 | LINEAR                               |

## 31501-31600
| Nome                   | Designazione provvisoria | Data di scoperta | Scopritore           |
| ---------------------- | ------------------------ | ---------------- | -------------------- |
| 31501 Williamhang      | 1999 CJ68                | 12 febbraio 1999 | LINEAR               |
| 31502 Hellerstein      | 1999 CQ68                | 12 febbraio 1999 | LINEAR               |
| 31503 Jessicahong      | 1999 CH72                | 12 febbraio 1999 | LINEAR               |
| 31504 Jaisonjain       | 1999 CF73                | 12 febbraio 1999 | LINEAR               |
| 31505 -                | 1999 CE74                | 12 febbraio 1999 | LINEAR               |
| 31506 -                | 1999 CZ76                | 12 febbraio 1999 | LINEAR               |
| 31507 Williamjin       | 1999 CX81                | 12 febbraio 1999 | LINEAR               |
| 31508 Kanevsky         | 1999 CK84                | 10 febbraio 1999 | LINEAR               |
| 31509 -                | 1999 CT84                | 10 febbraio 1999 | LINEAR               |
| 31510 Saumya           | 1999 CQ85                | 10 febbraio 1999 | LINEAR               |
| 31511 Jessicakim       | 1999 CL87                | 10 febbraio 1999 | LINEAR               |
| 31512 Koyyalagunta     | 1999 CF91                | 10 febbraio 1999 | LINEAR               |
| 31513 Lafazan          | 1999 CV92                | 10 febbraio 1999 | LINEAR               |
| 31514 -                | 1999 CL101               | 10 febbraio 1999 | LINEAR               |
| 31515 -                | 1999 CN101               | 10 febbraio 1999 | LINEAR               |
| 31516 Leibowitz        | 1999 CX101               | 10 febbraio 1999 | LINEAR               |
| 31517 Mahoui           | 1999 CW102               | 12 febbraio 1999 | LINEAR               |
| 31518 -                | 1999 CG103               | 12 febbraio 1999 | LINEAR               |
| 31519 Mimamarquez      | 1999 CS103               | 12 febbraio 1999 | LINEAR               |
| 31520 -                | 1999 CB105               | 12 febbraio 1999 | LINEAR               |
| 31521 -                | 1999 CT106               | 12 febbraio 1999 | LINEAR               |
| 31522 McCutchen        | 1999 CE109               | 12 febbraio 1999 | LINEAR               |
| 31523 Jessemichel      | 1999 CZ110               | 12 febbraio 1999 | LINEAR               |
| 31524 -                | 1999 CE112               | 12 febbraio 1999 | LINEAR               |
| 31525 Nickmiller       | 1999 CO116               | 12 febbraio 1999 | LINEAR               |
| 31526 -                | 1999 CW124               | 11 febbraio 1999 | LINEAR               |
| 31527 -                | 1999 CM126               | 11 febbraio 1999 | LINEAR               |
| 31528 -                | 1999 CU126               | 11 febbraio 1999 | LINEAR               |
| 31529 -                | 1999 CW127               | 11 febbraio 1999 | LINEAR               |
| 31530 -                | 1999 CQ128               | 11 febbraio 1999 | LINEAR               |
| 31531 ARRL             | 1999 CQ137               | 9 febbraio 1999  | Spacewatch           |
| 31532 -                | 1999 CZ146               | 9 febbraio 1999  | Spacewatch           |
| 31533 -                | 1999 CV148               | 10 febbraio 1999 | Spacewatch           |
| 31534 -                | 1999 CE149               | 13 febbraio 1999 | Spacewatch           |
| 31535 -                | 1999 CE150               | 13 febbraio 1999 | Spacewatch           |
| 31536 -                | 1999 CX150               | 8 febbraio 1999  | Spacewatch           |
| 31537 -                | 1999 DZ                  | 18 febbraio 1999 | K. Korlević          |
| 31538 -                | 1999 DM1                 | 17 febbraio 1999 | LINEAR               |
| 31539 -                | 1999 DQ1                 | 18 febbraio 1999 | NEAT                 |
| 31540 -                | 1999 DK2                 | 19 febbraio 1999 | T. Kobayashi         |
| 31541 -                | 1999 DC3                 | 21 febbraio 1999 | T. Kobayashi         |
| 31542 -                | 1999 DR3                 | 20 febbraio 1999 | Y. Shimizu, T. Urata |
| 31543 -                | 1999 DM5                 | 17 febbraio 1999 | LINEAR               |
| 31544 -                | 1999 DZ5                 | 17 febbraio 1999 | LINEAR               |
| 31545 -                | 1999 DN6                 | 20 febbraio 1999 | LINEAR               |
| 31546 -                | 1999 DP6                 | 20 febbraio 1999 | LINEAR               |
| 31547 -                | 1999 DT6                 | 20 febbraio 1999 | LINEAR               |
| 31548 -                | 1999 DV6                 | 20 febbraio 1999 | LINEAR               |
| 31549 -                | 1999 DY6                 | 23 febbraio 1999 | LINEAR               |
| 31550 -                | 1999 DT7                 | 18 febbraio 1999 | LONEOS               |
| 31551 Ashleyking       | 1999 DV7                 | 18 febbraio 1999 | LONEOS               |
| 31552 -                | 1999 EJ                  | 7 marzo 1999     | J. Broughton         |
| 31553 -                | 1999 EG2                 | 9 marzo 1999     | Spacewatch           |
| 31554 -                | 1999 EJ2                 | 9 marzo 1999     | Spacewatch           |
| 31555 Wheeler          | 1999 EV2                 | 7 marzo 1999     | S. Sposetti          |
| 31556 Shatner          | 1999 EP5                 | 13 marzo 1999    | R. A. Tucker         |
| 31557 Holleybakich     | 1999 EX5                 | 13 marzo 1999    | R. A. Tucker         |
| 31558 -                | 1999 EE6                 | 12 marzo 1999    | Spacewatch           |
| 31559 Alonmillet       | 1999 ED12                | 15 marzo 1999    | LINEAR               |
| 31560 -                | 1999 EQ14                | 11 marzo 1999    | Spacewatch           |
| 31561 -                | 1999 FT5                 | 21 marzo 1999    | Farra d'Isonzo       |
| 31562 -                | 1999 FU6                 | 19 marzo 1999    | ODAS                 |
| 31563 Bourdelledemicas | 1999 FW8                 | 19 marzo 1999    | LONEOS               |
| 31564 -                | 1999 FF9                 | 20 marzo 1999    | LONEOS               |
| 31565 -                | 1999 FO9                 | 22 marzo 1999    | LONEOS               |
| 31566 -                | 1999 FF10                | 22 marzo 1999    | LONEOS               |
| 31567 -                | 1999 FG10                | 22 marzo 1999    | LONEOS               |
| 31568 -                | 1999 FQ14                | 19 marzo 1999    | Spacewatch           |
| 31569 Adriansonka      | 1999 FL18                | 22 marzo 1999    | LONEOS               |
| 31570 Conjat           | 1999 FG19                | 22 marzo 1999    | LONEOS               |
| 31571 -                | 1999 FY20                | 25 marzo 1999    | Kleť                 |
| 31572 -                | 1999 FM22                | 19 marzo 1999    | LINEAR               |
| 31573 Mohanty          | 1999 FS23                | 19 marzo 1999    | LINEAR               |
| 31574 Moshova          | 1999 FB25                | 19 marzo 1999    | LINEAR               |
| 31575 Nikhilmurthy     | 1999 FA26                | 19 marzo 1999    | LINEAR               |
| 31576 Nandigala        | 1999 FF26                | 19 marzo 1999    | LINEAR               |
| 31577 -                | 1999 FO27                | 19 marzo 1999    | LINEAR               |
| 31578 -                | 1999 FM29                | 19 marzo 1999    | LINEAR               |
| 31579 -                | 1999 FX29                | 19 marzo 1999    | LINEAR               |
| 31580 Bridgetoei       | 1999 FH30                | 19 marzo 1999    | LINEAR               |
| 31581 Onnink           | 1999 FL30                | 19 marzo 1999    | LINEAR               |
| 31582 Miraeparker      | 1999 FO30                | 19 marzo 1999    | LINEAR               |
| 31583 -                | 1999 FP30                | 19 marzo 1999    | LINEAR               |
| 31584 Emaparker        | 1999 FG31                | 19 marzo 1999    | LINEAR               |
| 31585 -                | 1999 FJ31                | 19 marzo 1999    | LINEAR               |
| 31586 -                | 1999 FA32                | 19 marzo 1999    | LINEAR               |
| 31587 -                | 1999 FQ32                | 23 marzo 1999    | K. Korlević          |
| 31588 Harrypaul        | 1999 FT33                | 19 marzo 1999    | LINEAR               |
| 31589 -                | 1999 FX33                | 19 marzo 1999    | LINEAR               |
| 31590 -                | 1999 FS34                | 19 marzo 1999    | LINEAR               |
| 31591 -                | 1999 FD35                | 19 marzo 1999    | LINEAR               |
| 31592 Jacobplaut       | 1999 FG36                | 20 marzo 1999    | LINEAR               |
| 31593 Romapradhan      | 1999 FG39                | 20 marzo 1999    | LINEAR               |
| 31594 Drewprevost      | 1999 FH41                | 20 marzo 1999    | LINEAR               |
| 31595 Noahpritt        | 1999 FS45                | 20 marzo 1999    | LINEAR               |
| 31596 Ragavender       | 1999 FL46                | 20 marzo 1999    | LINEAR               |
| 31597 Allisonmarie     | 1999 FP47                | 20 marzo 1999    | LINEAR               |
| 31598 Danielrudin      | 1999 FQ48                | 20 marzo 1999    | LINEAR               |
| 31599 Chloesherry      | 1999 FE49                | 20 marzo 1999    | LINEAR               |
| 31600 Somasundaram     | 1999 FJ51                | 20 marzo 1999    | LINEAR               |

## 31601-31700
| Nome                | Designazione provvisoria | Data di scoperta | Scopritore                           |
| ------------------- | ------------------------ | ---------------- | ------------------------------------ |
| 31601 -             | 1999 GF                  | 3 aprile 1999    | K. Korlević                          |
| 31602 -             | 1999 GG                  | 3 aprile 1999    | K. Korlević                          |
| 31603 -             | 1999 GQ3                 | 10 aprile 1999   | C. W. Juels                          |
| 31604 -             | 1999 GH4                 | 13 aprile 1999   | J. M. Roe                            |
| 31605 Braschi       | 1999 GM4                 | 10 aprile 1999   | M. Tombelli, A. Boattini             |
| 31606 -             | 1999 GX4                 | 13 aprile 1999   | F. B. Zoltowski                      |
| 31607 -             | 1999 GQ5                 | 15 aprile 1999   | T. Kagawa                            |
| 31608 -             | 1999 GR5                 | 12 aprile 1999   | J. Broughton                         |
| 31609 -             | 1999 GT5                 | 15 aprile 1999   | C. W. Juels                          |
| 31610 -             | 1999 GC6                 | 14 aprile 1999   | Y. Shimizu, T. Urata                 |
| 31611 -             | 1999 GF6                 | 13 aprile 1999   | K. Korlević                          |
| 31612 -             | 1999 GG6                 | 13 aprile 1999   | K. Korlević                          |
| 31613 Adamgreenberg | 1999 GO8                 | 10 aprile 1999   | LONEOS                               |
| 31614 -             | 1999 GV10                | 11 aprile 1999   | Spacewatch                           |
| 31615 -             | 1999 GF16                | 9 aprile 1999    | LINEAR                               |
| 31616 -             | 1999 GM17                | 15 aprile 1999   | LINEAR                               |
| 31617 Meeraradha    | 1999 GP17                | 15 aprile 1999   | LINEAR                               |
| 31618 Tharakan      | 1999 GE18                | 15 aprile 1999   | LINEAR                               |
| 31619 Jodietinker   | 1999 GU18                | 15 aprile 1999   | LINEAR                               |
| 31620 -             | 1999 GB19                | 15 aprile 1999   | LINEAR                               |
| 31621 -             | 1999 GH19                | 15 aprile 1999   | LINEAR                               |
| 31622 -             | 1999 GL19                | 15 aprile 1999   | LINEAR                               |
| 31623 -             | 1999 GK20                | 15 aprile 1999   | LINEAR                               |
| 31624 -             | 1999 GP20                | 15 aprile 1999   | LINEAR                               |
| 31625 -             | 1999 GR20                | 15 aprile 1999   | LINEAR                               |
| 31626 -             | 1999 GV20                | 15 aprile 1999   | LINEAR                               |
| 31627 Ulmera        | 1999 GW20                | 15 aprile 1999   | LINEAR                               |
| 31628 Vorperian     | 1999 GG23                | 6 aprile 1999    | LINEAR                               |
| 31629 -             | 1999 GK23                | 6 aprile 1999    | LINEAR                               |
| 31630 Jennywang     | 1999 GN23                | 6 aprile 1999    | LINEAR                               |
| 31631 Abbywilliams  | 1999 GL28                | 7 aprile 1999    | LINEAR                               |
| 31632 Stephaying    | 1999 GM28                | 7 aprile 1999    | LINEAR                               |
| 31633 Almonte       | 1999 GH30                | 7 aprile 1999    | LINEAR                               |
| 31634 -             | 1999 GG31                | 7 aprile 1999    | LINEAR                               |
| 31635 Anandarao     | 1999 GW31                | 7 aprile 1999    | LINEAR                               |
| 31636 -             | 1999 GB32                | 7 aprile 1999    | LINEAR                               |
| 31637 Bhimaraju     | 1999 GF32                | 7 aprile 1999    | LINEAR                               |
| 31638 -             | 1999 GL32                | 7 aprile 1999    | LINEAR                               |
| 31639 Bodoni        | 1999 GC34                | 6 aprile 1999    | LINEAR                               |
| 31640 Johncaven     | 1999 GH34                | 6 aprile 1999    | LINEAR                               |
| 31641 Cevasco       | 1999 GW34                | 6 aprile 1999    | LINEAR                               |
| 31642 Soyounchoi    | 1999 GX36                | 14 aprile 1999   | LINEAR                               |
| 31643 Natashachugh  | 1999 GE41                | 12 aprile 1999   | LINEAR                               |
| 31644 -             | 1999 GY41                | 12 aprile 1999   | LINEAR                               |
| 31645 -             | 1999 GJ42                | 12 aprile 1999   | LINEAR                               |
| 31646 -             | 1999 GQ44                | 12 aprile 1999   | LINEAR                               |
| 31647 -             | 1999 GY51                | 11 aprile 1999   | LONEOS                               |
| 31648 Pedrosada     | 1999 GL53                | 11 aprile 1999   | LONEOS                               |
| 31649 -             | 1999 GL55                | 7 aprile 1999    | Spacewatch                           |
| 31650 Frýdek-Místek | 1999 HW                  | 18 aprile 1999   | P. Pravec                            |
| 31651 Edurnepasaban | 1999 HH2                 | 19 aprile 1999   | À. López, R. Pacheco                 |
| 31652 -             | 1999 HS2                 | 21 aprile 1999   | Beijing Schmidt CCD Asteroid Program |
| 31653 -             | 1999 HH4                 | 16 aprile 1999   | Spacewatch                           |
| 31654 -             | 1999 HJ5                 | 17 aprile 1999   | Spacewatch                           |
| 31655 Averyclowes   | 1999 HG7                 | 17 aprile 1999   | LINEAR                               |
| 31656 -             | 1999 HL8                 | 16 aprile 1999   | LINEAR                               |
| 31657 -             | 1999 HN8                 | 16 aprile 1999   | LINEAR                               |
| 31658 -             | 1999 HU8                 | 17 aprile 1999   | LINEAR                               |
| 31659 -             | 1999 HT10                | 17 aprile 1999   | LINEAR                               |
| 31660 Maximiliandu  | 1999 HY10                | 17 aprile 1999   | LINEAR                               |
| 31661 Eggebraaten   | 1999 HJ11                | 17 aprile 1999   | LINEAR                               |
| 31662 -             | 1999 HP11                | 19 aprile 1999   | Spacewatch                           |
| 31663 Anjani        | 1999 JG2                 | 8 maggio 1999    | CSS                                  |
| 31664 Randiiwessen  | 1999 JR2                 | 8 maggio 1999    | G. Hug                               |
| 31665 Veblen        | 1999 JZ2                 | 10 maggio 1999   | P. G. Comba                          |
| 31666 -             | 1999 JK3                 | 8 maggio 1999    | T. Kobayashi                         |
| 31667 -             | 1999 JL3                 | 8 maggio 1999    | T. Kobayashi                         |
| 31668 -             | 1999 JX3                 | 6 maggio 1999    | F. B. Zoltowski                      |
| 31669 -             | 1999 JT6                 | 12 maggio 1999   | LINEAR                               |
| 31670 -             | 1999 JL7                 | 8 maggio 1999    | CSS                                  |
| 31671 Masatoshi     | 1999 JY7                 | 13 maggio 1999   | A. Nakamura                          |
| 31672 -             | 1999 JB8                 | 12 maggio 1999   | LINEAR                               |
| 31673 Nayessda      | 1999 JZ8                 | 7 maggio 1999    | CSS                                  |
| 31674 Westermann    | 1999 JD9                 | 7 maggio 1999    | CSS                                  |
| 31675 -             | 1999 JO10                | 8 maggio 1999    | CSS                                  |
| 31676 -             | 1999 JN16                | 15 maggio 1999   | Spacewatch                           |
| 31677 Audreyglende  | 1999 JQ18                | 10 maggio 1999   | LINEAR                               |
| 31678 -             | 1999 JX18                | 10 maggio 1999   | LINEAR                               |
| 31679 Glenngrimmett | 1999 JJ19                | 10 maggio 1999   | LINEAR                               |
| 31680 Josephuitt    | 1999 JK19                | 10 maggio 1999   | LINEAR                               |
| 31681 -             | 1999 JH21                | 10 maggio 1999   | LINEAR                               |
| 31682 Kinsey        | 1999 JU21                | 10 maggio 1999   | LINEAR                               |
| 31683 -             | 1999 JJ22                | 10 maggio 1999   | LINEAR                               |
| 31684 Lindsay       | 1999 JS22                | 10 maggio 1999   | LINEAR                               |
| 31685 -             | 1999 JB25                | 10 maggio 1999   | LINEAR                               |
| 31686 -             | 1999 JL26                | 10 maggio 1999   | LINEAR                               |
| 31687 -             | 1999 JP26                | 10 maggio 1999   | LINEAR                               |
| 31688 Bryantliu     | 1999 JT27                | 10 maggio 1999   | LINEAR                               |
| 31689 Sebmellen     | 1999 JW27                | 10 maggio 1999   | LINEAR                               |
| 31690 Nayamenezes   | 1999 JK28                | 10 maggio 1999   | LINEAR                               |
| 31691 -             | 1999 JO30                | 10 maggio 1999   | LINEAR                               |
| 31692 -             | 1999 JQ31                | 10 maggio 1999   | LINEAR                               |
| 31693 -             | 1999 JC32                | 10 maggio 1999   | LINEAR                               |
| 31694 -             | 1999 JO32                | 10 maggio 1999   | LINEAR                               |
| 31695 -             | 1999 JQ32                | 10 maggio 1999   | LINEAR                               |
| 31696 Rohitmital    | 1999 JF33                | 10 maggio 1999   | LINEAR                               |
| 31697 Isaiahoneal   | 1999 JG33                | 10 maggio 1999   | LINEAR                               |
| 31698 Nikolaiortiz  | 1999 JL33                | 10 maggio 1999   | LINEAR                               |
| 31699 -             | 1999 JA36                | 10 maggio 1999   | LINEAR                               |
| 31700 Naperez       | 1999 JB40                | 10 maggio 1999   | LINEAR                               |

## 31701-31800
| Nome                | Designazione provvisoria | Data di scoperta | Scopritore           |
| ------------------- | ------------------------ | ---------------- | -------------------- |
| 31701 Ragula        | 1999 JC40                | 10 maggio 1999   | LINEAR               |
| 31702 -             | 1999 JD41                | 10 maggio 1999   | LINEAR               |
| 31703 -             | 1999 JZ43                | 10 maggio 1999   | LINEAR               |
| 31704 -             | 1999 JZ44                | 10 maggio 1999   | LINEAR               |
| 31705 -             | 1999 JM45                | 10 maggio 1999   | LINEAR               |
| 31706 Singhani      | 1999 JX45                | 10 maggio 1999   | LINEAR               |
| 31707 -             | 1999 JH49                | 10 maggio 1999   | LINEAR               |
| 31708 -             | 1999 JL49                | 10 maggio 1999   | LINEAR               |
| 31709 -             | 1999 JD51                | 10 maggio 1999   | LINEAR               |
| 31710 -             | 1999 JC52                | 10 maggio 1999   | LINEAR               |
| 31711 Suresh        | 1999 JY52                | 10 maggio 1999   | LINEAR               |
| 31712 -             | 1999 JZ52                | 10 maggio 1999   | LINEAR               |
| 31713 -             | 1999 JF54                | 10 maggio 1999   | LINEAR               |
| 31714 -             | 1999 JP54                | 10 maggio 1999   | LINEAR               |
| 31715 -             | 1999 JX56                | 10 maggio 1999   | LINEAR               |
| 31716 Matoonder     | 1999 JJ57                | 10 maggio 1999   | LINEAR               |
| 31717 -             | 1999 JA58                | 10 maggio 1999   | LINEAR               |
| 31718 -             | 1999 JO58                | 10 maggio 1999   | LINEAR               |
| 31719 Davidyue      | 1999 JU58                | 10 maggio 1999   | LINEAR               |
| 31720 -             | 1999 JW59                | 10 maggio 1999   | LINEAR               |
| 31721 -             | 1999 JB60                | 10 maggio 1999   | LINEAR               |
| 31722 -             | 1999 JG61                | 10 maggio 1999   | LINEAR               |
| 31723 -             | 1999 JT61                | 10 maggio 1999   | LINEAR               |
| 31724 -             | 1999 JJ64                | 10 maggio 1999   | LINEAR               |
| 31725 Anushazaman   | 1999 JS66                | 12 maggio 1999   | LINEAR               |
| 31726 -             | 1999 JA67                | 12 maggio 1999   | LINEAR               |
| 31727 Amandalewis   | 1999 JU67                | 12 maggio 1999   | LINEAR               |
| 31728 Rhondah       | 1999 JZ68                | 12 maggio 1999   | LINEAR               |
| 31729 Scharmen      | 1999 JO69                | 12 maggio 1999   | LINEAR               |
| 31730 -             | 1999 JV70                | 12 maggio 1999   | LINEAR               |
| 31731 Johnwiley     | 1999 JX70                | 12 maggio 1999   | LINEAR               |
| 31732 -             | 1999 JB71                | 12 maggio 1999   | LINEAR               |
| 31733 -             | 1999 JP71                | 12 maggio 1999   | LINEAR               |
| 31734 -             | 1999 JT71                | 12 maggio 1999   | LINEAR               |
| 31735 -             | 1999 JJ72                | 12 maggio 1999   | LINEAR               |
| 31736 -             | 1999 JR73                | 12 maggio 1999   | LINEAR               |
| 31737 Carriecoombs  | 1999 JT75                | 10 maggio 1999   | LINEAR               |
| 31738 -             | 1999 JC77                | 12 maggio 1999   | LINEAR               |
| 31739 -             | 1999 JE77                | 12 maggio 1999   | LINEAR               |
| 31740 -             | 1999 JW77                | 12 maggio 1999   | LINEAR               |
| 31741 -             | 1999 JG78                | 13 maggio 1999   | LINEAR               |
| 31742 -             | 1999 JA79                | 13 maggio 1999   | LINEAR               |
| 31743 -             | 1999 JK79                | 13 maggio 1999   | LINEAR               |
| 31744 Shimshock     | 1999 JN79                | 13 maggio 1999   | LINEAR               |
| 31745 -             | 1999 JN82                | 12 maggio 1999   | LINEAR               |
| 31746 -             | 1999 JP82                | 12 maggio 1999   | LINEAR               |
| 31747 -             | 1999 JD83                | 12 maggio 1999   | LINEAR               |
| 31748 -             | 1999 JG83                | 12 maggio 1999   | LINEAR               |
| 31749 -             | 1999 JV83                | 12 maggio 1999   | LINEAR               |
| 31750 -             | 1999 JQ84                | 12 maggio 1999   | LINEAR               |
| 31751 -             | 1999 JF85                | 14 maggio 1999   | LINEAR               |
| 31752 -             | 1999 JN91                | 12 maggio 1999   | LINEAR               |
| 31753 -             | 1999 JL94                | 12 maggio 1999   | LINEAR               |
| 31754 -             | 1999 JT95                | 12 maggio 1999   | LINEAR               |
| 31755 -             | 1999 JA96                | 12 maggio 1999   | LINEAR               |
| 31756 -             | 1999 JL98                | 12 maggio 1999   | LINEAR               |
| 31757 -             | 1999 JO98                | 12 maggio 1999   | LINEAR               |
| 31758 -             | 1999 JQ99                | 12 maggio 1999   | LINEAR               |
| 31759 -             | 1999 JT99                | 12 maggio 1999   | LINEAR               |
| 31760 -             | 1999 JG101               | 12 maggio 1999   | LINEAR               |
| 31761 -             | 1999 JO103               | 13 maggio 1999   | LINEAR               |
| 31762 -             | 1999 JB104               | 14 maggio 1999   | LINEAR               |
| 31763 -             | 1999 JW107               | 13 maggio 1999   | LINEAR               |
| 31764 -             | 1999 JB108               | 13 maggio 1999   | LINEAR               |
| 31765 -             | 1999 JG114               | 13 maggio 1999   | LINEAR               |
| 31766 -             | 1999 JD116               | 13 maggio 1999   | LINEAR               |
| 31767 Jennimartin   | 1999 JN116               | 13 maggio 1999   | LINEAR               |
| 31768 -             | 1999 JA117               | 13 maggio 1999   | LINEAR               |
| 31769 -             | 1999 JL117               | 13 maggio 1999   | LINEAR               |
| 31770 Melivanhouten | 1999 JK118               | 13 maggio 1999   | LINEAR               |
| 31771 Kirstenwright | 1999 JX119               | 13 maggio 1999   | LINEAR               |
| 31772 Asztalos      | 1999 JW120               | 13 maggio 1999   | LINEAR               |
| 31773 -             | 1999 JL121               | 13 maggio 1999   | LINEAR               |
| 31774 Debralas      | 1999 JW121               | 13 maggio 1999   | LINEAR               |
| 31775 -             | 1999 JN122               | 13 maggio 1999   | LINEAR               |
| 31776 -             | 1999 JE124               | 14 maggio 1999   | LINEAR               |
| 31777 Amywinegar    | 1999 JO125               | 10 maggio 1999   | LINEAR               |
| 31778 Richardschnur | 1999 JT125               | 12 maggio 1999   | LINEAR               |
| 31779 -             | 1999 JO129               | 12 maggio 1999   | LINEAR               |
| 31780 -             | 1999 JB136               | 15 maggio 1999   | LONEOS               |
| 31781 -             | 1999 KZ2                 | 17 maggio 1999   | Spacewatch           |
| 31782 -             | 1999 KM6                 | 21 maggio 1999   | À. López, R. Pacheco |
| 31783 -             | 1999 KV9                 | 18 maggio 1999   | LINEAR               |
| 31784 -             | 1999 KB11                | 18 maggio 1999   | LINEAR               |
| 31785 -             | 1999 KK13                | 18 maggio 1999   | LINEAR               |
| 31786 -             | 1999 KO13                | 18 maggio 1999   | LINEAR               |
| 31787 Darcylawson   | 1999 KH14                | 18 maggio 1999   | LINEAR               |
| 31788 -             | 1999 KQ14                | 18 maggio 1999   | LINEAR               |
| 31789 -             | 1999 KA15                | 18 maggio 1999   | LINEAR               |
| 31790 -             | 1999 LA1                 | 7 giugno 1999    | LINEAR               |
| 31791 -             | 1999 LT3                 | 7 giugno 1999    | LINEAR               |
| 31792 -             | 1999 LY4                 | 8 giugno 1999    | LINEAR               |
| 31793 -             | 1999 LB6                 | 11 giugno 1999   | LINEAR               |
| 31794 -             | 1999 LL9                 | 8 giugno 1999    | LINEAR               |
| 31795 -             | 1999 LM14                | 9 giugno 1999    | LINEAR               |
| 31796 -             | 1999 LS15                | 12 giugno 1999   | LINEAR               |
| 31797 -             | 1999 LN16                | 9 giugno 1999    | LINEAR               |
| 31798 -             | 1999 LY16                | 9 giugno 1999    | LINEAR               |
| 31799 -             | 1999 LN23                | 9 giugno 1999    | LINEAR               |
| 31800 -             | 1999 LT25                | 9 giugno 1999    | LINEAR               |

## 31801-31900
| Nome                   | Designazione provvisoria | Data di scoperta  | Scopritore                  |
| ---------------------- | ------------------------ | ----------------- | --------------------------- |
| 31801 -                | 1999 LY26                | 9 giugno 1999     | LINEAR                      |
| 31802 -                | 1999 LP30                | 12 giugno 1999    | Spacewatch                  |
| 31803 -                | 1999 LN32                | 6 giugno 1999     | CSS                         |
| 31804 -                | 1999 MG                  | 18 giugno 1999    | J. Broughton                |
| 31805 -                | 1999 NN5                 | 13 luglio 1999    | LINEAR                      |
| 31806 -                | 1999 NE11                | 13 luglio 1999    | LINEAR                      |
| 31807 Shaunalennon     | 1999 NP17                | 14 luglio 1999    | LINEAR                      |
| 31808 -                | 1999 NR34                | 14 luglio 1999    | LINEAR                      |
| 31809 -                | 1999 NS36                | 14 luglio 1999    | LINEAR                      |
| 31810 -                | 1999 NR38                | 14 luglio 1999    | LINEAR                      |
| 31811 -                | 1999 NA41                | 14 luglio 1999    | LINEAR                      |
| 31812 -                | 1999 NL47                | 13 luglio 1999    | LINEAR                      |
| 31813 -                | 1999 RF41                | 13 settembre 1999 | LINEAR                      |
| 31814 -                | 1999 RW70                | 7 settembre 1999  | LINEAR                      |
| 31815 -                | 1999 RY111               | 9 settembre 1999  | LINEAR                      |
| 31816 -                | 1999 RZ117               | 9 settembre 1999  | LINEAR                      |
| 31817 -                | 1999 RK134               | 9 settembre 1999  | LINEAR                      |
| 31818 -                | 1999 RM135               | 9 settembre 1999  | LINEAR                      |
| 31819 -                | 1999 RS150               | 9 settembre 1999  | LINEAR                      |
| 31820 -                | 1999 RT186               | 9 settembre 1999  | LINEAR                      |
| 31821 -                | 1999 RK225               | 3 settembre 1999  | Spacewatch                  |
| 31822 -                | 1999 SY4                 | 29 settembre 1999 | LINEAR                      |
| 31823 Viète            | 1999 TN3                 | 4 ottobre 1999    | P. G. Comba                 |
| 31824 Elatus           | 1999 UG5                 | 29 ottobre 1999   | CSS                         |
| 31825 -                | 1999 UL13                | 29 ottobre 1999   | CSS                         |
| 31826 -                | 1999 VM2                 | 5 novembre 1999   | T. Kobayashi                |
| 31827 -                | 1999 VJ13                | 1 novembre 1999   | LINEAR                      |
| 31828 Martincordiner   | 1999 VU199               | 4 novembre 1999   | LONEOS                      |
| 31829 -                | 1999 XT12                | 5 dicembre 1999   | LINEAR                      |
| 31830 -                | 1999 XT59                | 7 dicembre 1999   | LINEAR                      |
| 31831 -                | 1999 YL                  | 16 dicembre 1999  | LINEAR                      |
| 31832 -                | 2000 AP59                | 4 gennaio 2000    | LINEAR                      |
| 31833 -                | 2000 AW123               | 5 gennaio 2000    | LINEAR                      |
| 31834 -                | 2000 AL142               | 5 gennaio 2000    | LINEAR                      |
| 31835 -                | 2000 BK16                | 30 gennaio 2000   | LINEAR                      |
| 31836 Poshedly         | 2000 BU34                | 30 gennaio 2000   | CSS                         |
| 31837 -                | 2000 CB35                | 2 febbraio 2000   | LINEAR                      |
| 31838 Angelarob        | 2000 CV48                | 2 febbraio 2000   | LINEAR                      |
| 31839 Depinto          | 2000 CW50                | 2 febbraio 2000   | LINEAR                      |
| 31840 Normnegus        | 2000 CG51                | 2 febbraio 2000   | LINEAR                      |
| 31841 -                | 2000 CQ70                | 7 febbraio 2000   | LINEAR                      |
| 31842 -                | 2000 CF77                | 10 febbraio 2000  | K. Korlević                 |
| 31843 -                | 2000 CQ80                | 8 febbraio 2000   | LINEAR                      |
| 31844 Mattwill         | 2000 DQ15                | 26 febbraio 2000  | CSS                         |
| 31845 -                | 2000 DK17                | 29 febbraio 2000  | LINEAR                      |
| 31846 Elainegillum     | 2000 DQ47                | 29 febbraio 2000  | LINEAR                      |
| 31847 -                | 2000 DQ96                | 29 febbraio 2000  | LINEAR                      |
| 31848 Mikemattei       | 2000 EM21                | 3 marzo 2000      | CSS                         |
| 31849 -                | 2000 EZ21                | 5 marzo 2000      | LINEAR                      |
| 31850 -                | 2000 EB22                | 5 marzo 2000      | LINEAR                      |
| 31851 -                | 2000 EK40                | 8 marzo 2000      | LINEAR                      |
| 31852 -                | 2000 EO43                | 8 marzo 2000      | LINEAR                      |
| 31853 Rahulmital       | 2000 EW47                | 9 marzo 2000      | LINEAR                      |
| 31854 Darshanashah     | 2000 EB48                | 9 marzo 2000      | LINEAR                      |
| 31855 -                | 2000 EA50                | 6 marzo 2000      | K. Korlević                 |
| 31856 -                | 2000 EP54                | 10 marzo 2000     | Spacewatch                  |
| 31857 -                | 2000 EG58                | 8 marzo 2000      | LINEAR                      |
| 31858 Raykanipe        | 2000 EL59                | 9 marzo 2000      | LINEAR                      |
| 31859 Zemaitis         | 2000 EB66                | 10 marzo 2000     | LINEAR                      |
| 31860 -                | 2000 ES68                | 10 marzo 2000     | LINEAR                      |
| 31861 Darleshimizu     | 2000 EX68                | 10 marzo 2000     | LINEAR                      |
| 31862 Garfinkle        | 2000 EY70                | 11 marzo 2000     | CSS                         |
| 31863 Hazelcoffman     | 2000 EE84                | 5 marzo 2000      | LINEAR                      |
| 31864 -                | 2000 EC86                | 8 marzo 2000      | LINEAR                      |
| 31865 -                | 2000 ED86                | 8 marzo 2000      | LINEAR                      |
| 31866 -                | 2000 EA94                | 9 marzo 2000      | LINEAR                      |
| 31867 -                | 2000 EG94                | 9 marzo 2000      | LINEAR                      |
| 31868 -                | 2000 EO97                | 10 marzo 2000     | LINEAR                      |
| 31869 -                | 2000 EF101               | 8 marzo 2000      | Spacewatch                  |
| 31870 -                | 2000 EG101               | 8 marzo 2000      | Spacewatch                  |
| 31871 -                | 2000 EA105               | 11 marzo 2000     | LONEOS                      |
| 31872 Terkán           | 2000 EL106               | 13 marzo 2000     | K. Sárneczky, G. Szabó      |
| 31873 Toliou           | 2000 EA130               | 11 marzo 2000     | LONEOS                      |
| 31874 Kosiarek         | 2000 EF135               | 11 marzo 2000     | LONEOS                      |
| 31875 Saksena          | 2000 EG136               | 11 marzo 2000     | LINEAR                      |
| 31876 Jenkens          | 2000 EA142               | 2 marzo 2000      | CSS                         |
| 31877 Davideverett     | 2000 EX144               | 3 marzo 2000      | CSS                         |
| 31878 -                | 2000 FR7                 | 29 marzo 2000     | Uppsala-DLR Asteroid Survey |
| 31879 -                | 2000 FL12                | 28 marzo 2000     | LINEAR                      |
| 31880 -                | 2000 FW12                | 29 marzo 2000     | LINEAR                      |
| 31881 -                | 2000 FL15                | 30 marzo 2000     | LINEAR                      |
| 31882 -                | 2000 FD20                | 29 marzo 2000     | LINEAR                      |
| 31883 Susanstern       | 2000 FD22                | 29 marzo 2000     | LINEAR                      |
| 31884 Evangelista      | 2000 FK27                | 27 marzo 2000     | LONEOS                      |
| 31885 Greggweger       | 2000 FJ32                | 29 marzo 2000     | LINEAR                      |
| 31886 Verlisak         | 2000 FN32                | 29 marzo 2000     | LINEAR                      |
| 31887 -                | 2000 FM33                | 29 marzo 2000     | LINEAR                      |
| 31888 Polizzi          | 2000 FM35                | 29 marzo 2000     | LINEAR                      |
| 31889 -                | 2000 FW35                | 29 marzo 2000     | LINEAR                      |
| 31890 -                | 2000 FG37                | 29 marzo 2000     | LINEAR                      |
| 31891 -                | 2000 FR42                | 28 marzo 2000     | LINEAR                      |
| 31892 -                | 2000 FC43                | 28 marzo 2000     | LINEAR                      |
| 31893 Rodriguezalvarez | 2000 FB44                | 29 marzo 2000     | LINEAR                      |
| 31894 -                | 2000 FD44                | 29 marzo 2000     | LINEAR                      |
| 31895 -                | 2000 FX44                | 29 marzo 2000     | LINEAR                      |
| 31896 Gaydarov         | 2000 FZ48                | 30 marzo 2000     | LINEAR                      |
| 31897 Brooksdasilva    | 2000 FT49                | 30 marzo 2000     | LINEAR                      |
| 31898 -                | 2000 GC1                 | 2 aprile 2000     | LINEAR                      |
| 31899 Adityamohan      | 2000 GG7                 | 4 aprile 2000     | LINEAR                      |
| 31900 -                | 2000 GX15                | 5 aprile 2000     | LINEAR                      |

## 31901-32000
| Nome                | Designazione provvisoria | Data di scoperta | Scopritore  |
| ------------------- | ------------------------ | ---------------- | ----------- |
| 31901 Amitscheer    | 2000 GU18                | 12 aprile 2000   | LINEAR      |
| 31902 Raymondwang   | 2000 GN19                | 5 aprile 2000    | LINEAR      |
| 31903 Euniceyou     | 2000 GK26                | 5 aprile 2000    | LINEAR      |
| 31904 Haoruochen    | 2000 GX34                | 5 aprile 2000    | LINEAR      |
| 31905 Likinpong     | 2000 GM40                | 5 aprile 2000    | LINEAR      |
| 31906 -             | 2000 GF44                | 5 aprile 2000    | LINEAR      |
| 31907 Wongsumming   | 2000 GR44                | 5 aprile 2000    | LINEAR      |
| 31908 -             | 2000 GP46                | 5 aprile 2000    | LINEAR      |
| 31909 Chenweitung   | 2000 GP52                | 5 aprile 2000    | LINEAR      |
| 31910 Moustafa      | 2000 GJ53                | 5 aprile 2000    | LINEAR      |
| 31911 Luciafauth    | 2000 GE54                | 5 aprile 2000    | LINEAR      |
| 31912 Lukasgrafner  | 2000 GM54                | 5 aprile 2000    | LINEAR      |
| 31913 -             | 2000 GM56                | 5 aprile 2000    | LINEAR      |
| 31914 -             | 2000 GL65                | 5 aprile 2000    | LINEAR      |
| 31915 -             | 2000 GA66                | 5 aprile 2000    | LINEAR      |
| 31916 Arnehensel    | 2000 GC67                | 5 aprile 2000    | LINEAR      |
| 31917 Lukashohne    | 2000 GH67                | 5 aprile 2000    | LINEAR      |
| 31918 Onkargujral   | 2000 GW67                | 5 aprile 2000    | LINEAR      |
| 31919 Carragher     | 2000 GC69                | 5 aprile 2000    | LINEAR      |
| 31920 Annamcevoy    | 2000 GX69                | 5 aprile 2000    | LINEAR      |
| 31921 -             | 2000 GD71                | 5 aprile 2000    | LINEAR      |
| 31922 Alsharif      | 2000 GD72                | 5 aprile 2000    | LINEAR      |
| 31923 -             | 2000 GN73                | 5 aprile 2000    | LINEAR      |
| 31924 -             | 2000 GD74                | 5 aprile 2000    | LINEAR      |
| 31925 Krutovskiy    | 2000 GW75                | 5 aprile 2000    | LINEAR      |
| 31926 Alhamood      | 2000 GW76                | 5 aprile 2000    | LINEAR      |
| 31927 -             | 2000 GT78                | 5 aprile 2000    | LINEAR      |
| 31928 Limzhengtheng | 2000 GU78                | 5 aprile 2000    | LINEAR      |
| 31929 -             | 2000 GF79                | 5 aprile 2000    | LINEAR      |
| 31930 -             | 2000 GJ81                | 6 aprile 2000    | LINEAR      |
| 31931 Sipiera       | 2000 GW82                | 10 aprile 2000   | P. G. Comba |
| 31932 -             | 2000 GK85                | 3 aprile 2000    | LINEAR      |
| 31933 Tanyizhao     | 2000 GY85                | 4 aprile 2000    | LINEAR      |
| 31934 Benjamintan   | 2000 GE88                | 4 aprile 2000    | LINEAR      |
| 31935 Midgley       | 2000 GY88                | 4 aprile 2000    | LINEAR      |
| 31936 Bernardsmit   | 2000 GP95                | 6 aprile 2000    | LINEAR      |
| 31937 Kangsunwoo    | 2000 GZ98                | 7 aprile 2000    | LINEAR      |
| 31938 Nattapong     | 2000 GL99                | 7 aprile 2000    | LINEAR      |
| 31939 Thananon      | 2000 GC101               | 7 aprile 2000    | LINEAR      |
| 31940 Sutthiluk     | 2000 GQ104               | 7 aprile 2000    | LINEAR      |
| 31941 -             | 2000 GQ105               | 13 aprile 2000   | LINEAR      |
| 31942 -             | 2000 GA106               | 7 aprile 2000    | LINEAR      |
| 31943 Tahsinelmas   | 2000 GJ106               | 7 aprile 2000    | LINEAR      |
| 31944 Seyitherdem   | 2000 GP107               | 7 aprile 2000    | LINEAR      |
| 31945 -             | 2000 GQ108               | 7 aprile 2000    | LINEAR      |
| 31946 Sahilabbi     | 2000 GM109               | 7 aprile 2000    | LINEAR      |
| 31947 -             | 2000 GO109               | 7 aprile 2000    | LINEAR      |
| 31948 Marciarieke   | 2000 GH110               | 2 aprile 2000    | LONEOS      |
| 31949 -             | 2000 GR120               | 5 aprile 2000    | Spacewatch  |
| 31950 -             | 2000 GC122               | 6 aprile 2000    | Spacewatch  |
| 31951 Alexisallen   | 2000 GL123               | 7 aprile 2000    | LINEAR      |
| 31952 Bialtdecelie  | 2000 GS123               | 7 aprile 2000    | LINEAR      |
| 31953 Bontha        | 2000 GZ125               | 7 aprile 2000    | LINEAR      |
| 31954 Georgiebotev  | 2000 GJ126               | 7 aprile 2000    | LINEAR      |
| 31955 -             | 2000 GU126               | 7 aprile 2000    | LINEAR      |
| 31956 Wald          | 2000 GA133               | 13 aprile 2000   | P. G. Comba |
| 31957 Braunstein    | 2000 GP133               | 7 aprile 2000    | LINEAR      |
| 31958 -             | 2000 GN135               | 8 aprile 2000    | LINEAR      |
| 31959 Keianacave    | 2000 GD136               | 12 aprile 2000   | LINEAR      |
| 31960 Fabioferrari  | 2000 GC142               | 7 aprile 2000    | LONEOS      |
| 31961 Andreaferrero | 2000 GJ142               | 7 aprile 2000    | LONEOS      |
| 31962 Rayharvey     | 2000 GE153               | 6 aprile 2000    | LONEOS      |
| 31963 Tanjamichalik | 2000 GE154               | 6 aprile 2000    | LONEOS      |
| 31964 -             | 2000 GG161               | 7 aprile 2000    | LINEAR      |
| 31965 -             | 2000 GQ161               | 7 aprile 2000    | LINEAR      |
| 31966 -             | 2000 HR1                 | 25 aprile 2000   | Spacewatch  |
| 31967 -             | 2000 HW4                 | 27 aprile 2000   | LINEAR      |
| 31968 -             | 2000 HH5                 | 28 aprile 2000   | LINEAR      |
| 31969 Yihuachen     | 2000 HL7                 | 27 aprile 2000   | LINEAR      |
| 31970 -             | 2000 HD9                 | 27 aprile 2000   | LINEAR      |
| 31971 Beatricechoi  | 2000 HP9                 | 27 aprile 2000   | LINEAR      |
| 31972 Carlycrump    | 2000 HX9                 | 27 aprile 2000   | LINEAR      |
| 31973 Ashwindatta   | 2000 HO10                | 27 aprile 2000   | LINEAR      |
| 31974 -             | 2000 HG12                | 28 aprile 2000   | LINEAR      |
| 31975 Johndean      | 2000 HA13                | 28 aprile 2000   | LINEAR      |
| 31976 Niyatidesai   | 2000 HH13                | 28 aprile 2000   | LINEAR      |
| 31977 Devalapurkar  | 2000 HZ13                | 28 aprile 2000   | LINEAR      |
| 31978 Jeremyphilip  | 2000 HA14                | 28 aprile 2000   | LINEAR      |
| 31979 -             | 2000 HH14                | 28 aprile 2000   | LINEAR      |
| 31980 Axelfeldmann  | 2000 HJ14                | 28 aprile 2000   | LINEAR      |
| 31981 -             | 2000 HH15                | 27 aprile 2000   | LINEAR      |
| 31982 Johnwallis    | 2000 HS20                | 30 aprile 2000   | P. G. Comba |
| 31983 -             | 2000 HS21                | 28 aprile 2000   | LINEAR      |
| 31984 Unger         | 2000 HR23                | 25 aprile 2000   | Starkenburg |
| 31985 Andrewryan    | 2000 HV23                | 24 aprile 2000   | LONEOS      |
| 31986 -             | 2000 HZ27                | 28 aprile 2000   | LINEAR      |
| 31987 -             | 2000 HN28                | 29 aprile 2000   | LINEAR      |
| 31988 Jasonfiacco   | 2000 HT29                | 28 aprile 2000   | LINEAR      |
| 31989 -             | 2000 HX33                | 24 aprile 2000   | LONEOS      |
| 31990 -             | 2000 HX34                | 26 aprile 2000   | K. Korlević |
| 31991 Royghosh      | 2000 HK35                | 27 aprile 2000   | LINEAR      |
| 31992 -             | 2000 HX35                | 28 aprile 2000   | LINEAR      |
| 31993 -             | 2000 HL37                | 28 aprile 2000   | LINEAR      |
| 31994 -             | 2000 HR40                | 28 aprile 2000   | LINEAR      |
| 31995 -             | 2000 HX40                | 29 aprile 2000   | LINEAR      |
| 31996 Goecknerwald  | 2000 HO42                | 29 aprile 2000   | LINEAR      |
| 31997 -             | 2000 HR43                | 29 aprile 2000   | Spacewatch  |
| 31998 -             | 2000 HN44                | 26 aprile 2000   | LONEOS      |
| 31999 -             | 2000 HF47                | 29 aprile 2000   | LINEAR      |
| 32000 -             | 2000 HA51                | 29 aprile 2000   | LINEAR      |